# Tratado Cañas-Martínez
Tratado Cañas-Martínez es un tratado de límites suscrito el 8 de diciembre de 1857 entre Nicaragua y Costa Rica.
Los firmantes fueron Tomás Martínez en representación de Nicaragua y José María Cañas Escamilla y Emiliano Cuadra Ministros Plenipotenciarios y Enviados Extraordinarios de la República de Costa Rica,
Dicho tratado daba a Costa Rica la opción de escoger si los límites debían ser los fijados en el tratado Cañas-Juárez de julio de 1857 o los antiguos linderos del Partido de Nicoya, que no fueron precisados en el texto. 
El tratado fue aprobado por el Congreso de Costa Rica el 17 de diciembre de 1857, pero la Asamblea Constituyente de Nicaragua lo rechazó en enero de 1858.
- Datos: Q6151900